# Cat People (Putting Out Fire)
Cat People (Putting Out Fire) is een nummer van de Britse muzikant David Bowie, opgenomen als het titelnummer van de film Cat People uit 1982. Het nummer was opgenomen in juli 1981 en werd geschreven door Bowie en producer Giorgio Moroder. Een opnieuw opgenomen versie verscheen in 1983 op Bowie's succesalbum Let's Dance.

## Achtergrond
Paul Schrader, regisseur van Cat People, benaderde Bowie voor een titelnummer in 1981, waarbij Moroder al het grootste deel van de muziek had opgenomen. De B-kant  Paul's Theme (Jogging Chase) is een instrumentaal nummer van Moroder waar Bowie niet aan mee heeft gewerkt.
Het nummer heeft, net zoals de film zelf, een donker gevoel met gothic rock-invloeden, waarbij Bowie in een diepe bariton zingt met een vrouwelijk koor op de achtergrond.
Vanwege het contract van Moroder werd de single uitgebracht op het platenlabel MCA Records. De volledige versie van het nummer, die 6 minuten en 45 seconden duurde, verscheen op het soundtrackalbum en de 12"-versie van de single. Het nummer werd ingekort tot 4 minuten en 8 seconden voor de 7"-versie van de single. Het nummer bereikte de 26e plaats in het Verenigd Koninkrijk, de dertiende plaats in Canada en de 67e plaats in de Verenigde Staten, waarmee het in dit land Bowie's grootste hit werd sinds  Golden Years in 1975 piekte op de tiende plaats. Daarnaast werd het een nummer 1-hit in Nieuw-Zeeland, Zweden en Noorwegen, waar het respectievelijk drie, vier en acht weken op de eerste plaats stond.
In december 1982 nam Bowie het nummer opnieuw op voor zijn album Let's Dance, dat het daaropvolgende jaar werd uitgebracht. Ook werd deze versie gebruikt als de B-kant van het titelnummer. Oorspronkelijk wilde Bowie de originele versie van het nummer uitbrengen op het album, maar MCA Records weigerde om toestemming te verlenen aan Bowie's nieuwe platenlabel EMI America.

## Tracklijst
7"-versie
1. "Cat People (Putting Out Fire)" (Bowie/Giorgio Moroder) - 4:08
2. "Paul's Theme (Jogging Chase)" (Moroder) - 3:51

12"-versie (Verenigd Koninkrijk)
1. "Cat People (Putting Out Fire)" (Bowie/Moroder) - 6:41
2. "Paul's Theme (Jogging Chase)" (Moroder) - 3:51

12"-versie (Australië)
1. "Cat People (Putting Out Fire)" (Bowie/Moroder) - 4:08
2. "Cat People (Putting Out Fire)" (Bowie/Moroder) - 9:20

## Muzikanten
Soundtrackversie
- David Bowie: leadzang
- Giorgio Moroder: keyboards, gitaar, basgitaar
- Michael Landau, Tim May: gitaar
- Leland Sklar: basgitaar
- Keith Forsey: drums

Albumversie
- David Bowie: leadzang
- Carmine Rojas: basgitaar
- Omar Hakim, Tony Thompson: drums
- Nile Rodgers: gitaar
- Stevie Ray Vaughan: leadgitaar
- Rob Sabino: keyboards
- Sammy Figueroa: percussie
- Frank Simms, George Simms, David Spinner: achtergrondzang